# Mitra Mitrović
Mitra Mitrović (Požega, 6 de setembre de 1912 – Belgrad 4 d'abril de 2001) va ser una política, feminista i escriptora sèrbia.
Filla d'un funcionari ferroviari, va néixer a Požega. El seu pare va morir de tifus durant la Primera Guerra Mundial i la seva mare es va quedar sola per criar cinc fills. Mitjançant una beca, Mitrović va poder estudiar a la Facultat de Filosofia de la Universitat de Belgrad, llicenciant-se en llengua i literatura serbocroata el 1934. El 1933 es va unir al Partit Comunista de Iugoslàvia. Va ser arrestada diverses vegades i, com a antifeixista, va ser empresonada després de l'ocupació alemanya de Sèrbia però va aconseguir escapar.
Va ser delegada al Consell Antifeixista per a l'Alliberament Nacional de Iugoslàvia (AVNOJ). Va ser editora del diari del Partit Comunista Borba, va ser membre fundadora del front femení antifeixista (AFŽ) i va formar part del seu comitè central. També va ajudar a fundar el diari feminista Žena danas ("La dona d'avui").
Va ser membre de l'Assemblea Nacional Sèrbia i de l'Assemblea Federal de la República Socialista Federal de Iugoslàvia.
Mitrović va ser ministra d'Educació al govern de la República Popular de Sèrbia. Més tard, va ocupar la presidència del Consell d'Educació i Cultura.
Es va casar amb Milovan Đilas el 1936; la parella es va divorciar el 1952.
Tot i que ja no estava casada amb Đilas, quan ell va caure en desgràcia, va ser retirada de tots els seus càrrecs polítics el gener de 1954.
Va publicar unes memòries: Ratno putovanje, i llibres de suport als drets de les dones: Pravo glasa žena dokaz i oruđe demokratije i Položaj žene u savremenom svetu.
Mitrović va morir a Belgrad a l'edat de 88 anys.